# Dollgen

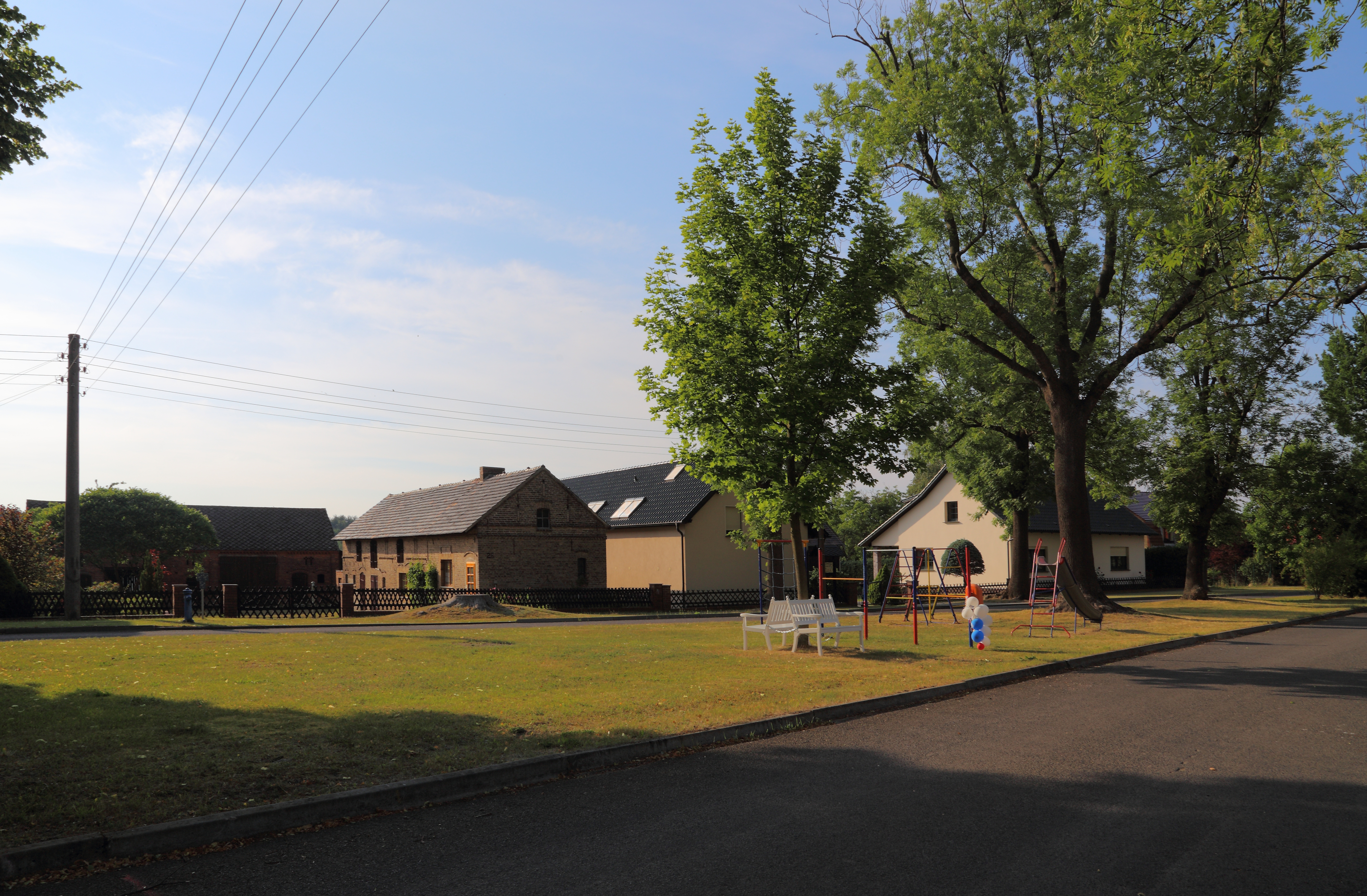
Dollgen 2015

Dollgen, niedersorbisch Dołgi, ist ein Ortsteil der Gemeinde Märkische Heide im brandenburgischen Landkreis Dahme-Spreewald.

## Lage und Erreichbarkeit
Dollgen liegt etwa 15 Kilometer nordöstlich von Lübben am nördlichen Ende des Dollgensees.

## Geschichte
Dollgen wurde 1429 erstmals urkundlich erwähnt. Ursprünglich war es Sitz eines Rittergutes, bevor es zwischen dem 16. und dem 19. Jahrhundert unter der Verwaltung der Herrschaft Leuthen stand.

## Persönlichkeiten
- Bernd Pittkunings (* 1960), sorbischer Liedermacher, geboren in Dollgen[3]
- Sylvia Lehmann (* 1954), Politikerin (SPD), MdL Brandenburg, MdB, lebt in Dollgen